# Ligne d'Uzès à Nozières - Brignon
 (février 2022).
La ligne d'Uzès à Nozières - Brignon est une ancienne ligne ferroviaire française à écartement standard et à voie unique dans le département du Gard, en France. Elle reliait la gare de Uzès à celle de Nozières - Brignon.

## Histoire
La ligne est concédée à la Compagnie des chemins de fer de Paris à Lyon et à la Méditerranée (PLM) par une convention entre le ministre des Travaux publics et la compagnie signée le 3 juillet 1875. Cette convention a été approuvée à la même date par une loi qui déclare simultanément la ligne d'utilité publique.
La section d'Uzès à Bourdic est déclassée par une loi le 30 novembre 1941. Celle entre Bourdic et Nozières (PK 7,482 à 19,200) est déclassée par décret le 12 novembre 1954.